# Носов Савелій Васильович
Савелій Васильович Носов (23 жовтня 1923 — 6 листопада 1999) — радянський військовий льотчик, Герой Радянського Союзу (1946), у роки німецько-радянської війни командир ланки 150-го гвардійського винищувального авіаційного полку (13-а гвардійська винищувальна авіаційна Полтавсько-Олександрійська ордена Кутузова дивізія, 3-й гвардійський винищувальний авіаційний Ясський корпус, 5-а повітряна армія, 2-й Український фронт).

## Біографія
Народився 23 жовтня 1923 в селі Обухово (нині не існує, було в межах нинішнього Залесовского району Алтайського краю) в родині службовця. Жив у місті Хабаровську, де закінчив 10 класів і аероклуб.
З 3 грудня 1940 в рядах Червоної Армії, закінчив Бірську військову авіаційну школу пілотів.
З травня 1943 сержант С. В. Носов в діючій армії. У складі 150-го Гвардійського винищувального авіаційного полку бився на Воронезькому, Степовому і 2-му Українському фронтах. До травня 1945 року Гвардії лейтенант С. В. Носов здійснив 101 бойовий виліт, в 31 повітряному бою особисто збив 15 і в групі 1 літак літаків супротивника.
15 травня 1946 року за мужність і військову доблесть, проявлені в боях з ворогами, удостоєний звання Героя Радянського Союзу.
Після війни служив старшим штурманом в Чернігівському вищому військовому авіаційному училищі. У 1956 році закінчив Військово-Повітряну академію. Був заступником начальника Борисоглібського військового авіаційного училища.
З 1978 року Гвардії полковник С. В. Носов — в запасі. Жив у Краснодарі.